# Aparell Langmuir-Blodgett

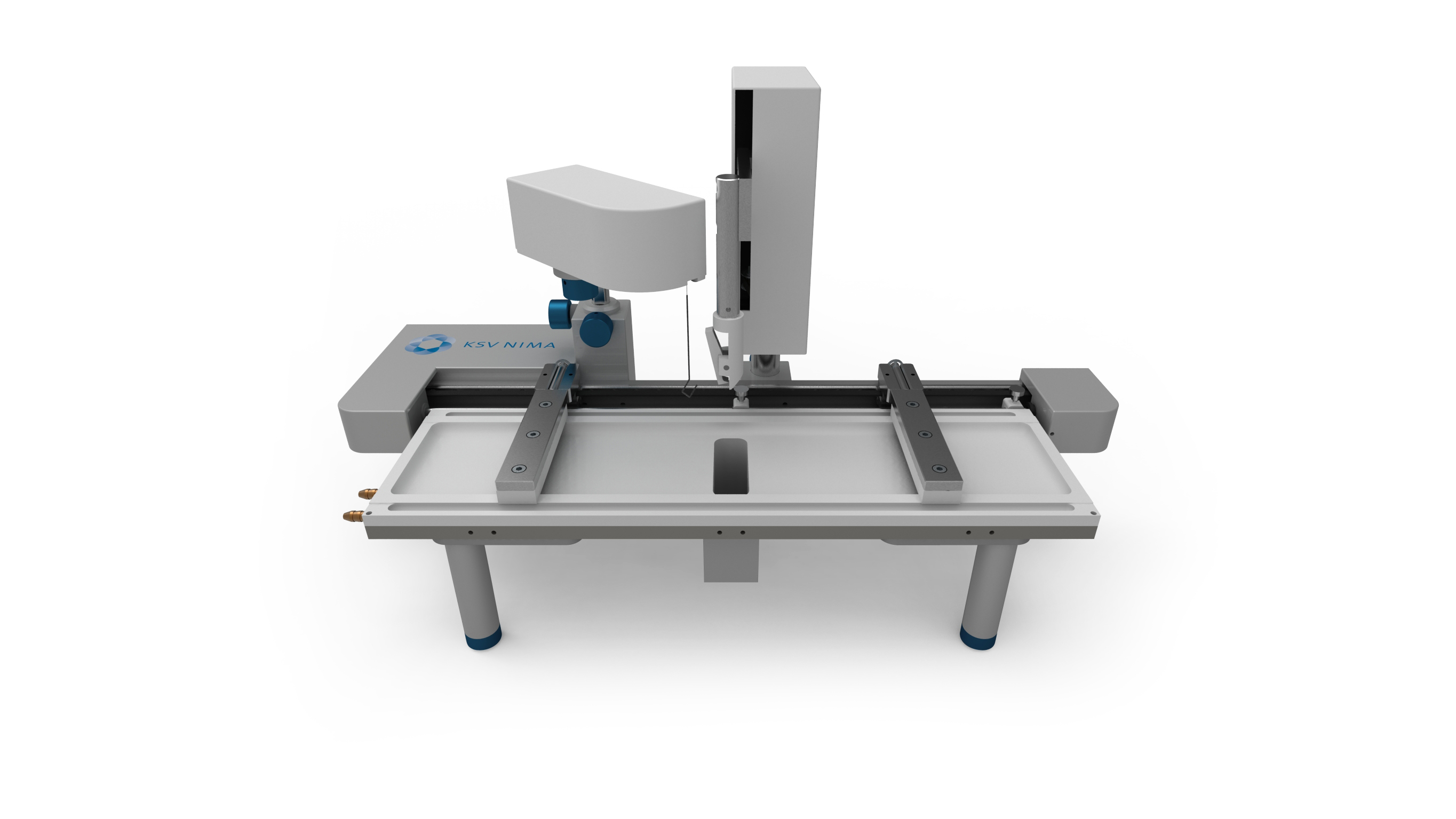
Aparell Langmuir-Blodgett

Un esquema d'un aparell Langmuir Blodgett: 1. Monocapa amfífila 2. Subfase líquida 3. LB abocador 4. Substrat sòlid 5. Mecanisme d'immersió 6. Wilhelmy Plat 7. Balanç elèctric 8. Barrera 9. Mecanisme de barrera 10. Sistema de reducció de vibracions 11. Tancament de la sala neta

Un aparell Langmuir-Blodgett (LB trough) és un estri de laboratori que s'utilitza per comprimir monocapes de molècules a la superfície d'una subfase determinada (generalment aigua) i mesura els fenòmens superficials a causa d'aquesta compressió. També es pot utilitzar per dipositar monocapes simples o múltiples sobre un substrat sòlid.

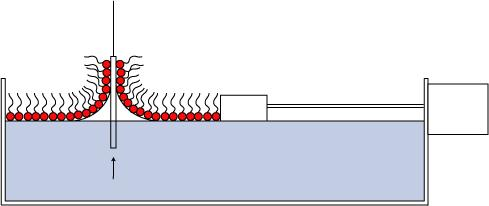
Transferència de monocapa a un substrat després de la compressió de la pel·lícula. El substrat es mou de baix a dalt i està recobert hidròfilament ja que els grups de cap polar s'adhereixen a la superfície.

## Descripció

### Visió general
La idea d'una pel·lícula de Langmuir-Blodgett (LB) es va demostrar que era factible per primera vegada l'any 1917 quan Irving Langmuir (Langmuir, 1917) va demostrar que les monocapes de superfície d'aigua es podien transferir a substrats sòlids. 18 anys més tard, Katharine Blodgett va fer un avenç científic important quan va descobrir que diverses d'aquestes pel·lícules monocapa es podien apilar una sobre l'altra per fer pel·lícules multicapa (Blodgett 1935). Des de llavors, les pel·lícules LB (i posteriorment els aparells per fer-les) s'han utilitzat per a una gran varietat d'experimentacions científiques, que van des de la cristal·lització 2D de proteïnes fins a la microscòpia angular de Brewster. L'objectiu general de l'aparell LB és estudiar les propietats de les monocapes de molècules amfifíliques. Una molècula amfifílica és aquella que conté un domini hidròfob i hidròfil (per exemple, sabons i detergents). L'aparell LB permet als investigadors preparar una monocapa de molècules amfifíliques a la superfície d'un líquid i després comprimir o expandir aquestes molècules a la superfície, modificant així la densitat molecular o àrea per molècula. Això s'aconsegueix col·locant una subfase (generalment aigua) en un aparell, estenent un amfífil donat per la superfície i després comprimint la superfície amb barreres (vegeu la il·lustració). L'efecte de la monocapa sobre la pressió superficial del líquid es mesura mitjançant l'ús d'una placa Wilhelmy, sondes de cable electrònic o altres tipus de detectors. A continuació, es pot transferir una pel·lícula LB a un substrat sòlid submergint el substrat a través de la monocapa.

## Materials
En els primers experiments, l'aparell es va construir per primera vegada amb metalls com el llautó. No obstant això, van sorgir dificultats amb la contaminació de la subfase per ions metàl·lics. Per combatre-ho, durant un temps es van utilitzar aparells de vidre, amb un recobriment de cera per evitar la contaminació dels porus de vidre. Finalment es va abandonar en favor dels plàstics que eren insolubles en dissolvents habituals, com ara el tefló (politetrafluoroetilè). El tefló és hidròfob i químicament inert, el que el converteix en un material molt adequat i el més utilitzat per als aparells avui en dia. Ocasionalment s'utilitzen aparells de metall o vidre recoberts amb una fina capa de tefló; però no són tan resistents com els aparells de PTFE sòlid.

## Usos
L'aparell LB té una infinitat d'usos, però generalment assumeix una de les dues funcions. Primer (com es descriu anteriorment), l'aparell es pot utilitzar per dipositar una o més monocapes d'amfífils específics sobre substrats sòlids. Al seu torn s'utilitzen per a diferents àrees de la ciència que van des de l'òptica fins a la reologia. Per exemple, mitjançant dispositius fabricats a partir d'un LB a través de Lee et al. va demostrar l'any 2006 que el túnel directe d'electrons era el mode de transport en monocapes autoassemblades d'alcanetiol.